# Cornufer pelewensis
Cornufer pelewensis es una especie de anfibio de la familia Ceratobatrachidae.

## Distribución geográfica
Es endémica de las Palaos.  